# Trofim Gyenyiszovics Liszenko
Trofim Gyenyiszovics Liszenko (oroszul: Трофим Денисович Лысенко, ukránul: Трохим Денисович Лисенко; Karlivka, 1898. szeptember 29. – Kijev, 1976. november 20.) ukrán származású szovjet biológus és agronómus, valójában áltudós. A szovjet kommunista párt egyik kegyeltjeként Ukrajna Tudományos Akadémiájának (1934) és a Szovjetunió Tudományos Akadémiájának (1939) tagja, a Szocialista Munka Hőse (1945), a Lenin-rend birtokosa, az Állami Sztálin Díj háromszoros (1941, 1943, 1949) kitüntetettje. Liszenko minden realitást és józan észt nélkülöző munkáiban tagadta a mendeli öröklődés és a genetika elveit, tagadta a kromoszómák és a gének létét, tagadta a darwini szelekció szerepét, és ehelyett a növények nemesítésében Ivan Vlagyimirovics Micsurin tanaira hivatkozva a hibridizáció, és a lamarcki értelemben vett „alkalmazkodás” szerepét emelte ki. Tanai szerint ahogy az embert nevelni lehet, úgy a növényvilágot is a kommunizmus eszméire lehet szoktatni. A liszenkóizmus a szovjet tudomány kegyetlen, megtorló jellegű ága lett, akiknek ellenvéleménye volt, azok könnyen a Gulagon végezhették. Tevékenységét dilettantizmus és súlyos visszaesés követte a szovjet mezőgazdaságban és tudományban.

## Liszenko élete és munkássága
A Poltavai területen született ukrán parasztcsalád gyermekeként. Ifjúkorában a Kijevi Mezőgazdasági Intézet levelező tanulójaként folytatott tanulmányokat. 1927-ben, 29 évesen egy azerbajdzsáni mezőgazdasági állomáson dolgozott, mikor a Pravda beszámolt felfedezéséről. Liszenko a zöldborsó téli termesztésével növelte a talaj termékenységét, trágya vagy műtrágya alkalmazása nélkül. Az a tél különösen enyhe volt Azerbajdzsánban, ahol azóta sem termesztenek zöldborsót.
A szovjet média számos hasonló, teljesen valószínűtlen „felfedezésről” számolt be 1927 és 1964 között, a liszenkói eljárások többségét azonban soha nem sikerült megismételni. A szovjet média Liszenkót mint a szovjet paraszti zsenialitás mintaképét, mint a „mezítlábas tudós” eszményképének megtestesítőjét magasztalta.
Az 1920-as évek végétől a legfelsőbb hatalmi körökből érkező politikai támogatást élvezett. Az SZKP politikájának szerves része volt, hogy a „cári értelmiséget” lecserélje egy elkötelezett „vörös értelmiségre”, tehát a proletariátus képviselőit vezető pozíciókba juttassa a mezőgazdaság, a tudomány és az ipar területén. Liszenko megfelelt e célra, hiszen nem volt felsőfokú végzettsége vagy tudományos fokozata.
Az erőszakos kollektivizálás után jelentősen csökkent a mezőgazdaság termelékenysége, és 1929-től kezdve az éhínség sok emberéletet követelt Ukrajnában és környékén, a világ legjobb minőségű termőföldjein. Szovjetunió-szerte mintegy 8 millió ember halt éhen. E korszakban Liszenko egyre újabb, egyre bombasztikusabb, de soha be nem váltott ígéreteivel (pl. szibériai gabona- és gyümölcstermesztés) csinált karriert, miközben a növénynemesítés teljes szétzüllesztésével maga is jelentősen hozzájárult az 1930-as évek pusztító szovjet éhínségéhez. Hogy a növények növekedéséhez szükséges fény folyamatos legyen, Liszenko a gabonatáblákba lámpákat szereltetett fel, holott a mesterséges fény egyáltalán nem tudta helyettesíteni a napfényt. Munkája során gyakorlatilag a lamarckizmus elveit, tehát a szerzett tulajdonságok öröklődésének elvét alkalmazta a mezőgazdaságban és a növénynemesítésben, ez alkotta a szovjet agrobiológia lényegét.
Egyik legfontosabb témája a vernalizáció volt. Ennek lényege, hogy az őszi búza nedves magvait a havon átfagyasztva tavasszal is vethető vetőmagot nyert, így az őszi búza olyan területeken is termeszthetővé vált, ahol korábban klimatikus okok miatt csak a kisebb termelékenységű tavaszi búza volt termeszthető. A módszer eredményessége kérdéses, és a nagyüzemi gyakorlatban alkalmazhatatlan volt.
Egy 1928-as könyvében Liszenko még Gavriil Szemjonovics Zajcev professzort idézi a vernalizációs elgondolás forrásaként. Azonban 1929-ben Liszenko és Zajcev együtt utaztak Közép-Ázsiából Leningrádba, hogy részt vegyenek az Első Össz-Szövetségi Genetikai és Növénynemesítési Kongresszuson, de Zajcev már az odafelé vezető úton, Moszkvában meghalt. Ettől kezdve Liszenko saját találmányaként ünnepelteti a vernalizációt. A „Szocialista Mezőgazdaság” szakfolyóirat egyik 1934-es számában Liszenko „ellenséges tevékenységgel” vádolta Nnyikolaj Tulajkovot, az egyetlen olyan kollégát, aki korábban az azerbajdzsáni állomáson szemtanúja volt a vernalizációs gondolat eredetének. Tulajkovot hamarosan agyonlőtték.
Szintén támadta Charles Darwin nézeteit a természetes szelekcióról. „Tanítása” szerint a természetben a fajtársak nem egy „létért folyó küzdelemben” rivalizálnak egymással, hanem éppen ellenkezőleg, segítik, támogatják egymást. A sűrűn vetett gabona például jobban tűri a vihart, mint a ritkán vetett, amely a szélben megtörik. Ezáltal a természet – Liszenko szerint – a kommunista társadalmak létjogosultságát igazolja, nem pedig a kapitalista társadalmakét. A gyakorlatban azonban a sűrűn vetett gabonából silány, elégtelen termés lett, mivel a kinövő, sűrűn álló magvak egymást fojtják el.
Liszenko jelentős erőfeszítéseket tett az akadémikus tudományok, és különösen a genetika képviselőinek gyalázására, mert szerinte a valóságtól elrugaszkodott, elméleti kutatásaik nem segítették a szovjet népet. Munkájának kritikusai 1929-től politikai cenzúrával és fizikai megtorlással néztek szembe. 1929-ben Sztálin egy híres beszédében a „gyakorlat” és az „elmélet” viszonyáról beszélt, és kihangsúlyozta a gyakorlat elsőbbségét.

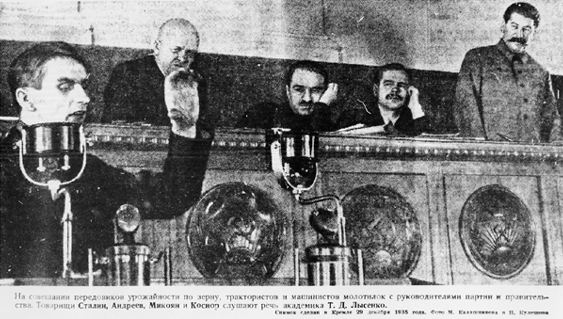
Liszenko tudományos előadást tart a Kremlben, 1935-ben. Kezével mutatja, mekkora termés várható. A háttérben balról jobbra: Sztanyiszlav Koszior, Anasztasz Mikojan, Andrej Andrejev és Sztálin, aki állva figyel

A Szovjet Agrártudományi Akadémia vezetőjeként felelős lett azért, hogy megakadályozza a „kártékony elméletek”, és különösen a „weismannista-mendelista-morganista” nézetek terjedését a szovjet tudósok körében. Ennek keretében tudósok százait rúgták ki, börtönözték be vagy végezték ki, és a mendeli genetikát felszámolták a Szovjetunióban. A korszak legnagyobb szovjet növénynemesítője, Nyikolaj Vavilov, aki korábban Lenin személyes pártfogoltja, majd az Agrártudományok Lenin Akadémiájának elnöke volt, a vernalizációval kapcsolatos kételkedésének adott hangot. A tudományos vitát Sztálin közbekiáltása „Brávó, Liszenko elvtárs!” döntötte el. Évekkel később Vavilov éhen halt egy szovjet börtönben. Sorsa felől Churchill személyesen is érdeklődött Sztálinnál, aki azt válaszolta, hogy nem tud Vavilov hollétéről. Nyikolaj Petrovics Dubinyin akadémikus, a szovjet molekuláris genetika úttörője, éveket töltött Kelet-Szibériában a madárvonulás tanulmányozásával.
Sztálin halála (1953) után Liszenko az új pártfőtitkár, Nyikita Hruscsov támogatásával megtartotta pozícióit. Azonban a tudomány képviselői azt tapasztalták, hogy a liszenkói tanok kritikája megtorlás nélkül marad. 1962-ben három jelentős szovjet fizikus, Jakov Zeldovics, Vitalij Ginzburg és Pjotr Kapica támadást indítottak ellene, munkáit csalásnak és hamisításnak nevezték, elítélték azt, hogy politikai befolyásával visszaélve hallgattatta el a tudományos vitákat. 1964-ben Andrej Szaharov Liszenkót támadta a Szovjetunió Tudományos Akadémiájának közgyűlésén:
„…felelős a szovjet biológia – és különösen a genetika – szégyenteljes elmaradottságáért, az áltudományos nézetek terjedéséért, a kalandorságért, a tanulás lenézéséért, és zseniális tudósok megalázásáért, elüldözéséért, letartóztatásáért és haláláért.”
A szovjet sajtó hamarosan megtelt az antiliszenkóista írásokkal, és a tudományosság alapvető normáit helyreállították a szovjet biológiában és mezőgazdaságban. Liszenkót eltávolították a Tudományos Akadémia Genetikai Intézetének igazgatói posztjáról, tevékenységét egy kísérleti állomáson való munkára korlátozták, az intézetet megszüntették. Hruscsov bukása (1964) után, a Tudományos Akadémia elnöke bejelentette, hogy Liszenko tanainak kritikával szembeni védettsége megszűnt. Szakértői bizottságot küldtek kísérleti munkájának felülvizsgálatára, a bizottság lesújtó véleményét nyilvánosságra hozták. Munkájának azonban még sok évig hatása volt Kína, sőt Nicolae Ceaușescu regnálása alatt Románia mezőgazdaságára. Mindkét ország mezőgazdaságában hatalmas károkat és visszaesést eredményezett mindezt, előbbi esetében milliók pusztultak éhen, míg utóbbi esetében kialakult és hosszan fennmaradó éhínségek elvezettek végül az 1989-es forradalom kitöréséhez.
A ’70-es évek elején – többek közt – Jurij A. Ovcsinnyikov molekuláris biológus és Georgij K. Szkrjabin mikrobiológus, akadémikusok meggyőzték az SZKP Központi Bizottságát arról, hogy a biológiai fegyverek birtoklása és alkalmazása stratégiai jelentőségű lesz a jövő háborúiban, ezért a szovjet hadászati célok érdekében elengedhetetlen a liszenkóizmus felszámolása és a modern molekuláris genetika átvétele a nyugati tudományból. A Szovjetunióban teljes titoktartás mellett, a nemzetközi jog által tiltott módon megindult a világtörténelem legnagyobb szabású, és legmagasabb tudományos színvonalú biofegyverprogramja.
Munkássága során Trofim Liszenko egyetlen országban – a Magyar Népköztársaságban – tett szakmai látogatást.
Mellőzött, elfelejtett emberként halt meg 1976-ban.

## Emlékezete
Nevét Magyarországon a rendszerváltásig a Szabolcs-Szatmár megyei Balkány egyik városrésze, az egykori Liszenkótelep őrizte. A területen az 1950-es években folytatott, a liszenkói elveket követő baromfitenyésztés nyomán egy ideig (a helyiek névhasználatában még a rendszerváltás utáni időszakban is) Liszenkó-telepnek vagy Liszenkó-majornak neveztek egy nagy kiterjedésű majorságot Pomáz nyugati részén, Pilisszentkereszthez közel.

## Magyarul
- A biológiai tudomány állásáról; Bratsztvo-Jedinsztvo, Noviszád, 1948 (A föld népe könyvei)
- T. D. Lüszenko: Az élő szervezet és a környezet; ford. Auer Kálmán; Szikra, Bp., 1949 (Marxista ismeretek kis könyvtára)
- A bilológiai tudomány állásáról; ford. Hahn Géza; Szikra, Bp., 1949 (Tudomány és haladás)
- Agrobiológia; ford. a Mezőgazdasági Dokumentációs Központ Munkaközössége, átnézte Bálint Andor, Jankó Béla; Mezőgazdasági, Bp., 1950
- A természetes kiválasztódás és a fajonbelüli küzdelem; Szikra, Bp., 1950; ford. Iglói Károly (Természettudományos kiskönyvtár)
- V. R. Viljamsz agronómiai tanításáról; Athenaeum, Bp., 1950
- T. D. Liszenko–V. M. Judin: A Szovjetunió állattenyésztésének eredményei és feladatai; ford. Salamon István, Faragó László; Athenaeum, Bp., 1950 (Szocialista mezőgazdaság)
- A kolhóz-laboratóriumok és a mezőgazdaságtudomány; Állami Kiadó, Bukarest, 1950
- Az öröklődés és változékonysága; Szikra, Bp., 1950 (Tudomány és haladás)
- A hőtényező hatása a növényi fejlődésfázisok időtartamára. Kísérletek pázsitfűfélékkel és gyapottal; ford. Mészáros Lajos; Mezőgazdasági, Bp., 1951
- T. D. Lysenko: A tavaszi búza, árpa, zab és köles jarovizálása; ford. Michal Balazovic; Orác, Bratislava, 1951 (Szovjet eredmények)
- Utasítás 1951. évre a mezővédő erdősávok fészkes vetésére; Mezőgazdasági Dokumentációs Központ, Bp., 1952 (Mezőgazdasági Fordító Iroda)
- A tavaszi búza, árpa, zab és köles jarovizálása; Mezőgazdasági Dokumentációs Központ, Bp., 1952 (Mezőgazdasági Fordító Iroda)
- A növények szakaszos fejlődése. Tanulmányok a mezőgazdasági növények szakaszos fejlődésének és jarovizációjának elmélete köréből; ford. Pusztai Jánosné, Cziffra András; Akadémiai, Bp., 1954